# 豐田里庄尾福德祠
24°13′47″N 120°42′54″E / 24.229623°N 120.714935°E
豐田里庄尾福德祠，是位於臺灣臺中市潭子區嘉仁里的土地祠，曾因廟地遭變賣，由居民上網募捐，與其他縣市民眾一同贖回土地。

## 歷史

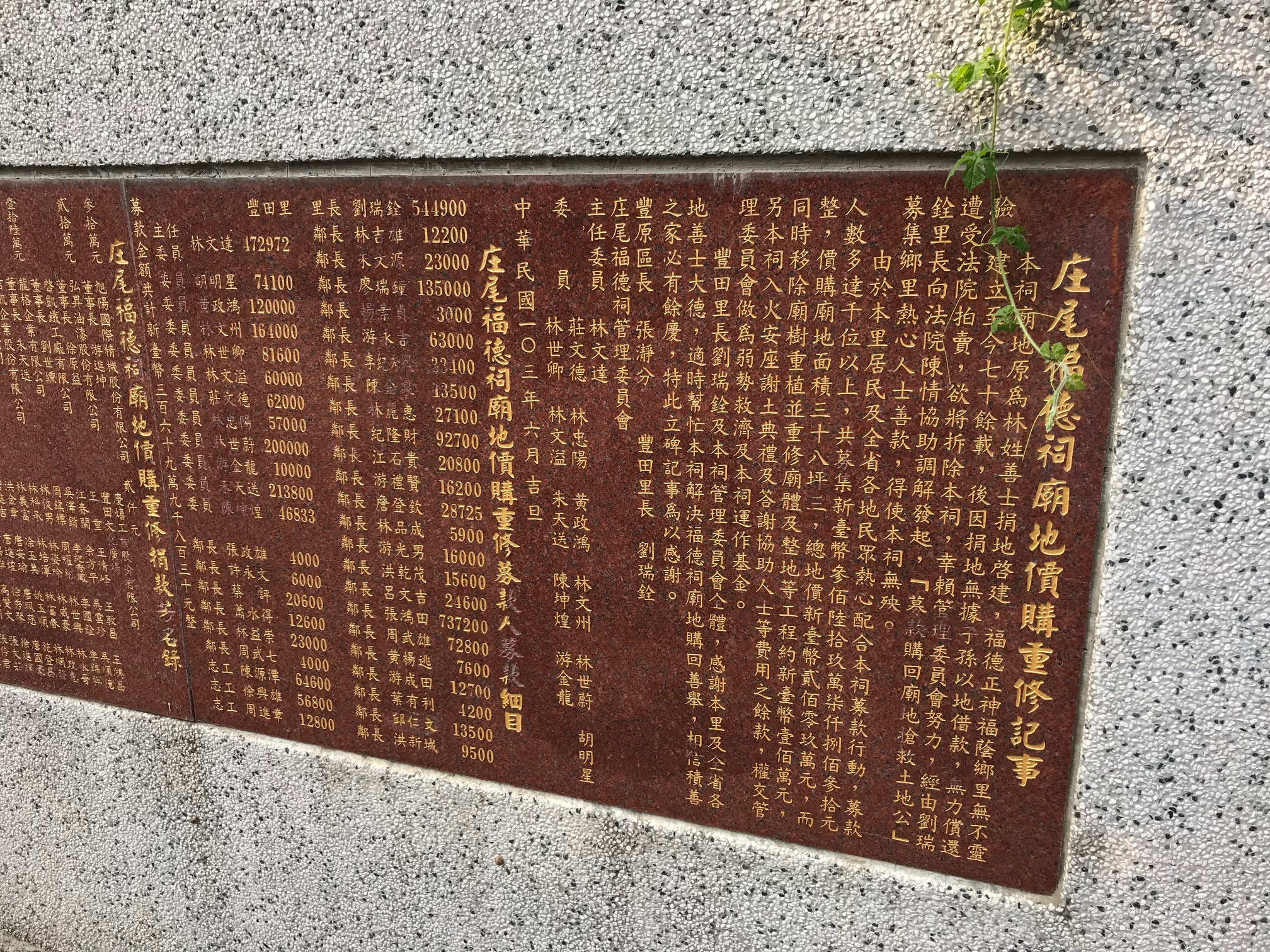
捐款名單

豐田里庄尾福德祠約建於1930到1940年代，位在豐原區與潭子區交界嘉豐路與豐南街旁，廟地面積為37.969坪。豐田里長劉瑞銓表示，此廟是當地信仰中心，也是該地休憩聊天場所，居民會組成志工隊輪流舉辦慶典。
關於建廟由來，擔任豐田里廿鄰鄰長的林文達回憶，風水師建議在當地稱為「水尾」的地方建土地公廟，就能庇佑全庄，仕紳林大福因而捐地蓋廟，但贈地只有口頭約定。廟地由地主傳給第三房，之後三房的兒子以此土抵押借錢，但投資失利遭法院拍賣。廟地被吳姓等六名買家以新台幣四百多萬取得土地所有權。
後來，標到此地的吳益源開價一坪七萬元要廟方贖回，否則就拆廟還地，在2012年7月10日由法官前往廟宇進行鑑界。吳姓買家表示，因不景氣才想賣地，所以向法院提出告訴。法官建議雙方民事和解，由土地公廟管理委員會買回土地，經過多次協調，地主願意以低於市價的二百零九萬賣地。地主同意只要里民能在2013年2月底前籌到就能買回，於是里辦公室在2012年11月初開始勸募，里民把搶救廟宇的事上網分享，引起其他縣市民眾前來捐款。獲得了南臺灣、桃園等地信徒捐款，連吳姓地主也發心捐六萬元。其中最大一筆捐款是出生在豐田里、經營精密機械廠的游姓董事長捐款三十萬。
最終募得三百五十萬，完成過戶手續。購地餘款作為翻修廟身、修樹、建牆之用，於2014年落成。廟方把一千元以上捐款名單銘刻作紀念。